# Pilisvörösvár
Pilisvörösvár (németül: Werischwar) város a budapesti agglomerációban, Pest vármegyében, a Pilisvörösvári járás székhelye. Budapesttől 18 kilométerre északnyugatra, a 10-es főút és a Budapest–Esztergom-vasútvonal mentén található. A városban lakik – arányait tekintve – hazánk jelenlegi egyik legnagyobb lélekszámú német kisebbsége. 2022-ben a népszámlálási adatok alapján a  14 468 lakosból 2164 fő – tehát a teljes népesség megközelítőleg 16%-a – a német nemzetiségi közösség tagjának vallotta magát.

## Fekvése

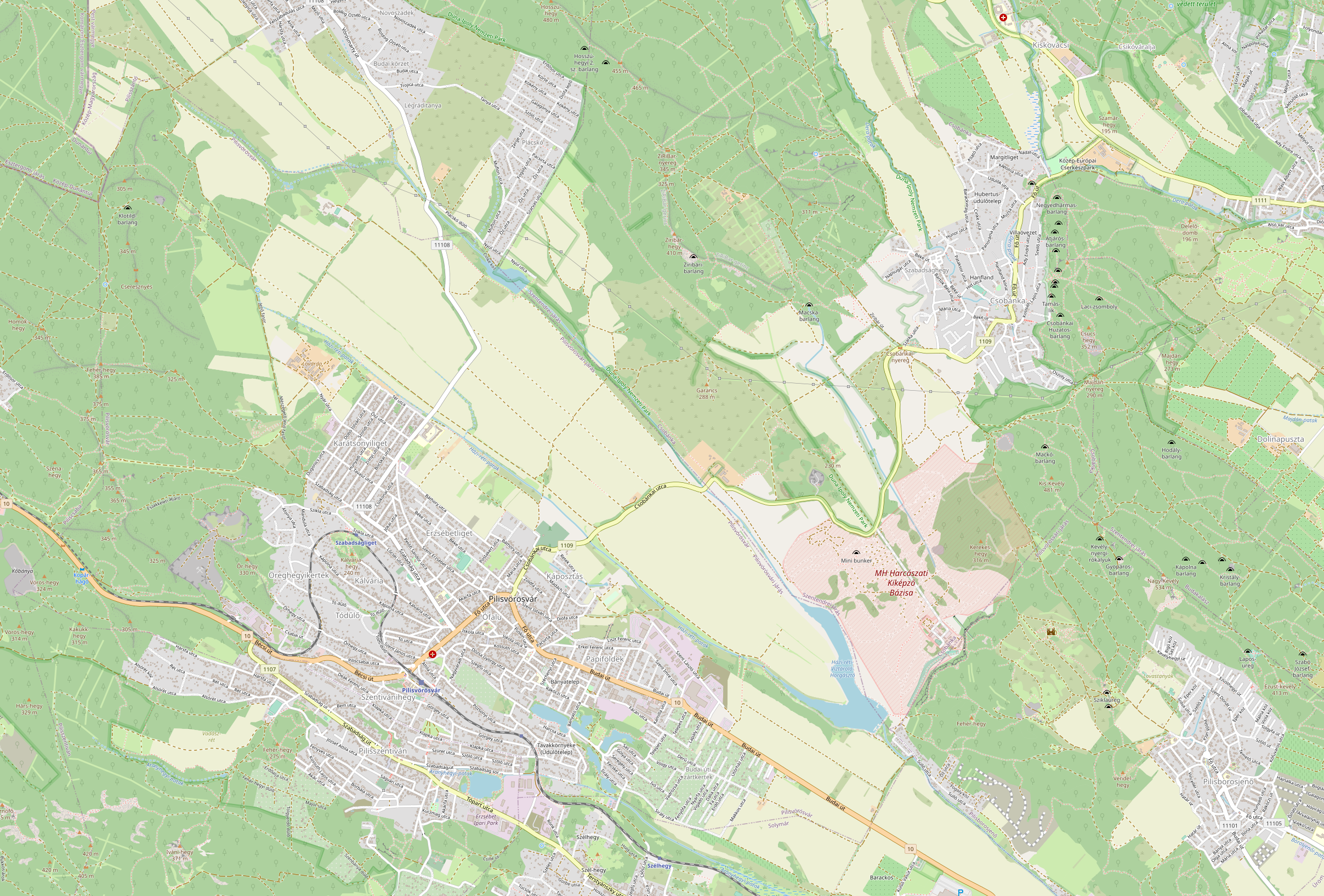
Pilisvörösvár és Csobánka térképe

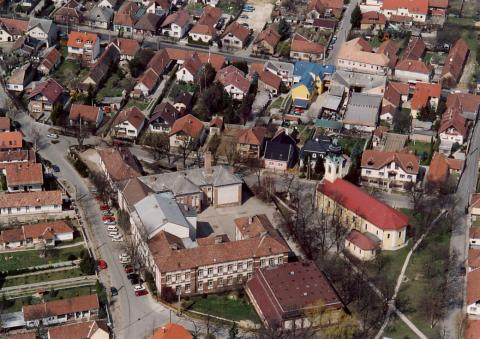
Pilisvörösvár légifotója

Pilisvörösvár a Pilisi- vagy Pilisvörösvári-medence nyugati felében terül el, az Aranyhegyi-patak és mellékágai vízgyűjtő területét alkotó hosszanti völgyben futó, fontos közlekedési útvonal mentén létesült. A város területének déli fele az Aranyhegyi-patak, a középső része a Házi-réti-patak vízgyűjtő területéhez tartozik (a kettő között lényegében a 10-es főút vonala képezi a vízválasztót), a legészakabbi részek mezőgazdasági területei pedig a Határ-réti-árok vízgyűjtő területének részét képezik. Területe 4222 katasztrális hold, nyugati részén a 339 méter magas Őr-hegy és a Zajnát-hegyek 340–400 méter körüli magaslatai emelkednek, itt található a város legmagasabb pontja. A környék jellemző alapkőzete a dachsteini mészkő és a dolomit, emiatt a város határa folyó- és forrásvizekben is igen szegény, mert a dolomit majdnem teljesen elnyeli a ráhulló csapadékvizet.
A város területén a múltban több kisebb tó létezett, ezek egy része a településrendezési beavatkozások eredményeként eltűnt; a ma meglévő öt belterületi tó a 20. század első felében itt zajlott barnakőszén-bányászat következtében jött létre, míg a város területének legkeletibb részén elterülő Háziréti-víztározó duzzasztással kialakított állóvíz a Házi-réti-patak és a Határ-réti-árok találkozásánál.
A vidék éghajlatában a hegyvidéki és az alföldi éghajlati hatások is érvényesülnek.

## Közlekedése
A város legfontosabb útvonala a 10-es főút, amelyből itt ágazik ki, a 18+800-as kilométerszelvényénél, Csobánka felé az 1109-es út, a 19+400-as kilométerszelvényénél, Pilisszántó és Pilisszentkereszt felé a 11 108-as út; a 19+800-as kilométerszelvényénél, Pilisvörösvár vasútállomás felé a 11 303-as út, valamint itt torkollik be, már a város nyugati külterületén, a 21+300-as kilométerszelvényénél, bő 20,5 kilométer megtétele után az 1107-es út Solymár és Pilisszentiván felől.
Autóbusszal a város a Volánbusz 799-es, 800-as, 815-ös, 820-as, 821-es, 830-as, 831-es, 832-es, 856-os, 8494-es, 8516-os, 8520-as, autóbusszal közelíthető meg.
Pilisvörösvár leggyorsabban a MÁV forgalmas Budapest–Esztergom-vasútvonalán érhető el, amelynek egy vasútállomása és két megállóhelye is található itt. Budapesthez a legközelebb esik – és egyben a legfiatalabb a három közül – a csak 2015 óta működő Vörösvárbánya megállóhely, nem messze Pilisvörösvár, Pilisszentiván és Solymár hármashatárától. Utána következik, a város központjában a vonal történetével egy idős múltú Pilisvörösvár vasútállomás, Karátsonyiliget (korábban Szabadságliget) városrész északnyugati szélén pedig a 2001-ben megnyitott Szabadságliget megállóhely. A két megállóhelyet csak önkormányzati utak érintik, a vasútállomás közúti megközelítését a 10-es főútból kiágazó 11 303-as számú mellékút biztosítja. Budapest-Nyugati és Esztergom között a Z72-es számú zónázó vonat közlekedik – mindkét irányban félóránként. Emellett minden óra 22 és 52 perckor S76-os személyvonat közlekedik Rákos felé az új Újpalotai megállóhely érintésével.

## Története

### Őskor
A Pilisi-medencét határoló hegyek barlangjai már az utolsó jégkorszak végén lakottak voltak, ebből az időszakból több ősemberi lelet került elő, részint a Pilisszántói-kőfülkéből, részint a Kis-kevélyi-barlangból. A feltételezések szerint a gravetti törzsekhez tartozó pilisi ősemberek, akik lakóhelyüket minden esetben a síkságokra néző barlangokban alakították ki (olyan korszakban, amikor más környékbeli törzsek lakói már rég földkunyhókat építettek) szinte "nagyüzeminek" tekinthető rénszarvasvadászattal foglalkoztak, méghozzá valószínűsíthetően a szarvasok húsát a feldolgozás után máshová szállíthatták el. A leletek alapján az itteni ősember vadászterülete nemcsak a Pilisvörösvári-medencére terjedt ki, de Dorogtól egészen a Tétényi-fennsíkig.

### Ókor
A rómaiak korában segédtábor állt a város Karátsonyi-liget (korábban Szabadságliget) nevű részén, ez valószínűleg Traianus császár uralkodása idején, vagy akörül létesült. Erre utalnak a Pilisvörösvár területén előkerült pénz- illetve sírkőleletek is: az itt előkerült domborművek egyikének faragásai jellegzetesen II. századiak. Pilisvörösvár területén – a solymári Szarvas-csárda irányából Pilisszántó felé – húzódott keresztül az Aquincumot Brigetióval összekötő római út is, melynek három mérföldköve, valamint az útalap számos kőtörmeléke is előkerült a város területén. A mérföldkövek feliratai közül kettőt tudtak megfejteni, ez alapján egyiküket, a VII. számot viselőt 305-306 körül, míg a VIIII. (IX.) számút 237-ben állították fel.

### Középkor
A középkorban több falu is volt a mai város helyén, illetve közvetlen környékén (Boron, Födémes, Garancs, Kande, Királyszántó, Kürt); ezek többsége már a tatárjárás előtt is létezhetett, nagy részük később a török hódoltság alatt pusztult el. Boron (Borony), Födémes, Garancs és Kande a város mai lakott részeitől északra elterülő, jelenleg mezőgazdasági művelés alatt álló területek helyén lehetett, míg a város mai területén egykor létezett középkori falu a feltételezések szerint Királyszántó / Kisszántó lehetett, ahol földművelésre kötelezett királyi szolganépek éltek.
A 16. század első felében a Podmaniczky-család volt Kisszántó birtokosa, 1528-ban már udvarházuk (castellum) is állt itt. 1562-ben azonban Podmaniczky Rafael utód nélkül hunyt el, ezért itteni birtoka az udvarházzal együtt a királyra szállt, aki másoknak ajándékozta azt tovább. Később, az 1696-os urbáriumban egy romot említettek erről a területről, az talán ez az udvarház lehetett.

### A török korszak
Buda törökök általi bevételét (1541) követően a pilisi térség is török kézre került, és már 1543-ban megkezdődött – valahol a mai Pilisvörösvár területén, de közelebbről nem ismert helyen – egy török palánkvár építése. A törökül Kizil hiszár palankaszi nevet viselő várat Evlia Cselebi török utazó szerint a iszlám időszámítás szerinti 950. évben, keresztény időszámítás szerint 1543–44-ben építették. (Az iszlám naptár szerinti 950. év a keresztény időszámítás szerint az 1543. április 6. és az 1544. március 24. közötti időszakot foglalja magába.) Hegyi Klára történész véleménye szerint a várat csak az 1570-es évek elején építhették. Véleményét arra alapozza, hogy a vörösvári vár általa kikutatott legrégebbi zsoldlistája 1572-ből származik. Evlija Cselebi beszámolója szerint az 1000 lépés kerületű, széles árokkal körbevett, négyszögű, hármas palánkerődítmény egy réten épült, területén mintegy száz, deszkatetejű katonaházat alakítottak ki. A vár az Esztergomba vezető országút közelében létesült (ez vélhetően nem azonos a mai 10-es úttal); ugyanitt egy dzsámi, egy fogadó és öt bolt is állt.
A török uralom alatt a vidék hullámzó sikerű hadi cselekmények színhelye volt. Ezek közül a legismertebb a "vörösvári csata" néven ismert 1595-ös ütközet volt, amely ebben a térségben zajlott, és célja a török uralom alatt álló esztergomi vár császári csapatok általi felszabadítása volt. Előzménye egy sikertelen török roham volt az esztergomi vár ellen, augusztus 25-én, aminek másnapján az egyesített keresztény egységek a Vörösvár térségében gyülekező török felmentő seregekre támadtak. A váratlan, és stratégiailag totális sikerű hajnali támadás következtében a törökök közül mintegy háromszázan haltak meg vagy estek fogságba, szemben a keresztény csapatok 83 halálos áldozatával. Néhány nappal később az esztergomi várat védő Lala Mohamed megadta magát.

### Az újratelepítés
A török Magyarország területéről való kiűzésével járó hadi események, és főleg Buda várának ostroma úgyszólván lakatlan területté tették az egész környéket, ezért a birtokosoknak elemi érdekük volt, hogy minél előbb munkás kézzel népesüljenek be az egykor virágzó falvak. Az akkori földesúr Csáky László volt, aki az elsők között kért sváb parasztokat a Fekete-erdőből, így a mai Vörösvárott már 1689-ben megjelentek az első sváb telepesek; ekkor már Vörösvár volt az itt megalapított település neve (ez 1900-tól változott Pilisvörösvárra). Az első telepítési okiratokat 1689. nyarán keltezték, ezzel Vörösvár lett a Budai-hegység első olyan települése, ahol újra élet támadt a török hódoltságot követően. A település német plébániáját 1692-ben alapították (a vasárnapi és búcsúi nagymisék azóta is német nyelvűek).
A 18. századtól a vészkorszakig a településen jelentős számú zsidó lakosság élt. 1944-ben 50 családot hurcoltak el, a háború után csak öten tértek vissza. Az 1946–1947 időszakban más településekkel ellentétben a német lakosságot nem telepítették ki, ennek okairól mind a mai napig viták folynak. A háború utáni évek németellenes hangulata, a 19. század vége óta hiányzó német anyanyelvi oktatás és a vegyes házasságok egyre nagyobb gyakoriságánák hatására a nyelvi asszimiláció felgyorsult a hatvanas évektől kezdve. Így ma már Vörösvárról legjobb esetben is mint kétnyelvű településről beszélhetünk, annak ellenére, hogy a rendszerváltás óta pozitív folyamatok zajlottak le a német nyelvi oktatás terén. 1895-től áthalad a falun a Budapest–Esztergom-vasútvonal. A települést 1997-ben városi rangra emelték.

## Gazdasága
1906 és 1941 között egy belga érdekeltségű társaság (a Budapestvidéki Kőszénbánya Rt.) Lipót aknaüzem néven szénbányát üzemeltetett. A szénbánya 1921-től villamosenergiát is termelt a község részére, 1921-ben jéggyárat és 1932-ben brikettgyárat is létesítettek. A 10-es számú főútvonal közelében a város határában 1908-ban az ország legjobb minőségű és legtisztább dolomitlelőhelyét tárták fel. Az itt található dolomitot napjainkban is bányásszák, a bányát egy időben saját iparvasút szolgálta ki. Az itt termelt dolomit az építőipari nemesvakolat, az üveggyártás, a festékgyártás és a kohászat fontos anyaga. 1974 óta az ausztriai Terranova céggel közösen üzemeltetik a környezetkímélő üzemet, ami a gumiiparnak, műanyagiparnak is fontos beszállítója. Az üzemet 1993-ban magánosították.

## Népesség
A település népességének változása:
| Lakosok száma | 2533 | 3048 | 5584 | 8392 | 9627 | 11 789 | 12 514 | 13 885 | 14 468 | 14 468 |
|               | 1870 | 1890 | 1910 | 1941 | 1960 | 1980   | 2001   | 2014   | 2022   | 2024   |

A 2011-es népszámlálás során a lakosok 88,1%-a magyarnak, 0,9% cigánynak, 27,8% németnek, 0,3% románnak, 0,9% szlováknak mondta magát (11,6% nem nyilatkozott; a kettős identitások miatt a végösszeg nagyobb lehet 100%-nál). A vallási megoszlás a következő volt: római katolikus 56%, református 5,3%, evangélikus 0,6%, görögkatolikus 0,5%, felekezeten kívüli 10,5% (25,9% nem nyilatkozott).
2022-ben a lakosság 87,6%-a vallotta magát magyarnak, 16,% németnek, 0,6% szlováknak, 0,3% cigánynak, 0,2% románnak, 0,1-0,1% szerbnek, lengyelnek, horvátnak, görögnek, bolgárnak és ruszinnak, 3,7% egyéb, nem hazai nemzetiségűnek (12,1% nem nyilatkozott; a kettős identitások miatt a végösszeg nagyobb lehet 100%-nál). Vallásuk szerint 40% volt római katolikus, 4,7% református, 0,8% görög katolikus, 0,6% evangélikus, 1% egyéb keresztény, 0,8% egyéb katolikus, 11,3% felekezeten kívüli (40,5% nem válaszolt).

## Látnivalók

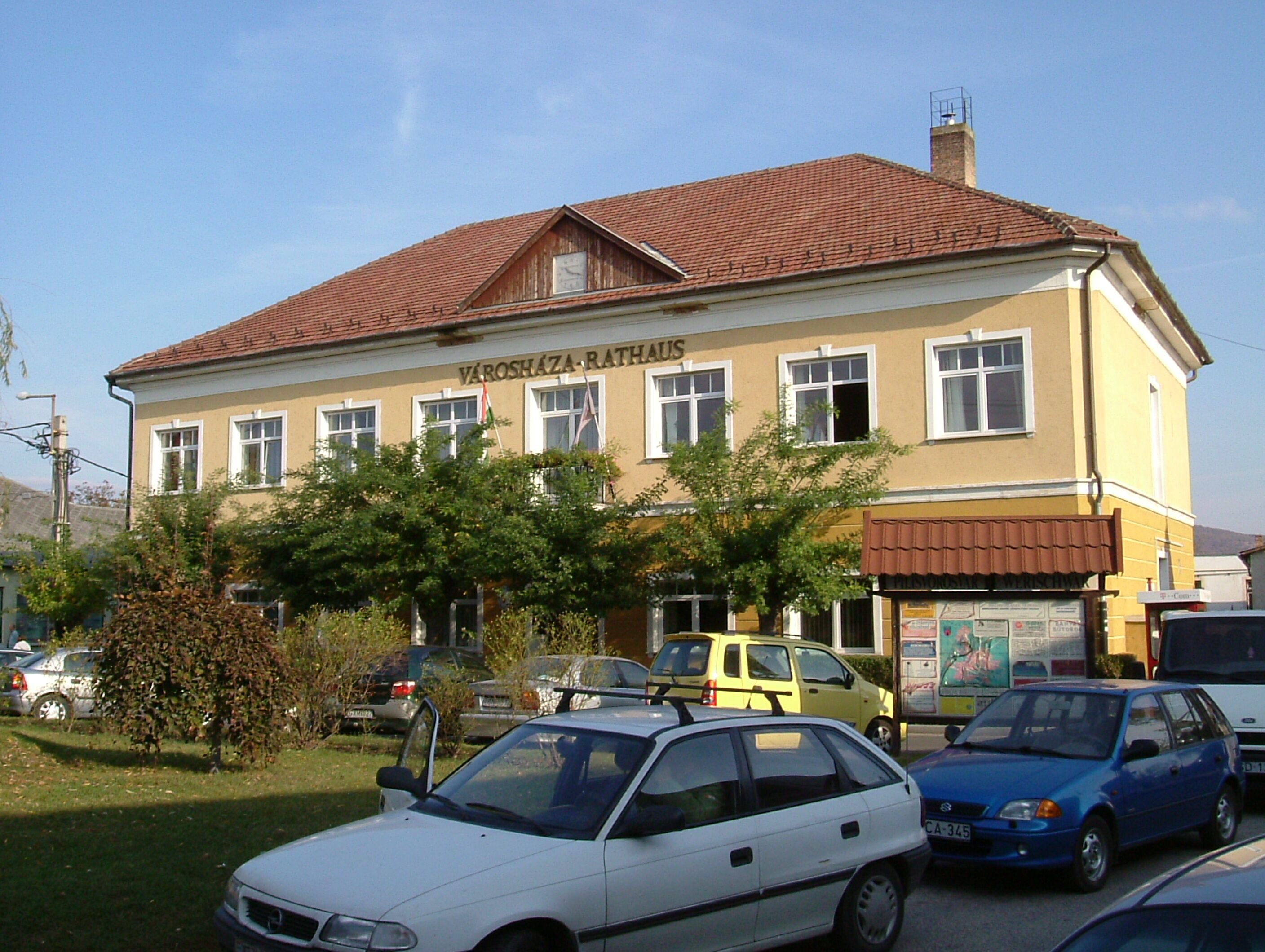
Városháza

### A központ közelében
- Városháza (Fő tér 1.) – A város második legrégebbi épülete, 1750 körül épülhetett. 1888-ig postakocsi-állomás volt, majd pár évig vendégfogadóvá alakították; 1895-ben vásárolta meg az elöljáróság községháza céljára. Mai kinézetét több, a 20. században elvégzett átépítés eredményeként nyerte el. Építészeti értékei közé tartoznak a földszinti helyiségek boltíves mennyezetei és nagy méretű udvari pincéje.
- Partnerkapcsolati emlékmű (a Városháza előtt) – A főtér díszburkolatába épített, kör alakú bronz emlékmű Raffay Dávid szobrászművész alkotása.
- Római katolikus templom – A török hódoltság után az akkori Vörösvárra betelepedett németek legelső templomát fából építették 1696 körül. Az első kőtemplom 1703-ban már állt – építője Johann Danckmayr helyi kőműves volt –, de csak 1705-ben szentelték fel Szent Fülöp és Szent Jakab apostolok nevére. A 18. század derekán, feltehetőleg egy átépítés miatt újraszentelték a templomot Mindenszentek tiszteletére. Újabb néhány évvel később Nagyboldogasszony nevére szentelték át a templomot (1757-ben már így említik), azóta is a Magyarok Nagyasszonya az egyébként sváb többségű egyházközség és temploma védőszentje. A klasszicista stílusú templom tornya 1797-ben épült – mai méreteit 1932-34-ben nyerte el –, szentélyét és sekrestyéjét 1802-ben építették meg. A színes üvegablakokat Johan Hugó és Zsellér Imre üvegfestő művészek készítették 1933-ban. Főoltára műemlék, amely 1945-ig a budai Várban állt. Kriptáját Madách Imre író édesanyja, Madách Imre kamarás felesége, Majthényi Anna építtette, családjának tagjai számára. A templom közelében álló plébániaépület a város legöregebb lakóháza.
- Gizella-szobor (Templom tér) – Szent István király feleségének bronzszobrát – mely Tóth Dávid szobrászművész alkotása – 2000-ben állították a templom kertjében.
- Millenniumi emlékmű – Szintén 2000-ben létesített dombormű a nagytemplom oldalában; tavasztól őszig több egyházi ünnepen és szabadtéri szentmisén képezi a szabadtéri oltár hátterét.
- Betelepülési emlékmű – A pilisvörösvári németek betelepülésének emlékére 2015. augusztus 15-én, a pilisvörösvári egyházközség búcsúnapján állítottak négy alakos szoborcsoportot, az Iskola utca és a Templom tér sarkán újonnan kialakított kis téren, mely az emlékmű avatásával egy időben a Betelepülés tere nevet kapta. Szinvai Pál szobrászművész alkotása egy négy tagú, XVII. századi betelepülő család Pilisvörösvárra érkezésének pillanatát jeleníti meg, az emlékmű állítására a betelepülés 325 éves évfordulója adott apropót.
- Művészetek Háza (Fő utca 127, a Fő utca és a Szabadság utca kereszteződésénél) – A város mai kultúrháza helyén a 19. század második felében kocsma állt, amit az 1880-as években Hóman Bálint későbbi művelődési miniszter anyai nagyapja üzemeltetett. A kocsmát a későbbi tulajdonosok egyike 1929-ben színpaddal is ellátott többtermes nagyvendéglővé építtette át, ennek államosításával jött létre 1945 után a művelődési ház. A létesítmény a 2000-es években megkezdett felújítás óta viseli a Művészetek Háza nevet.

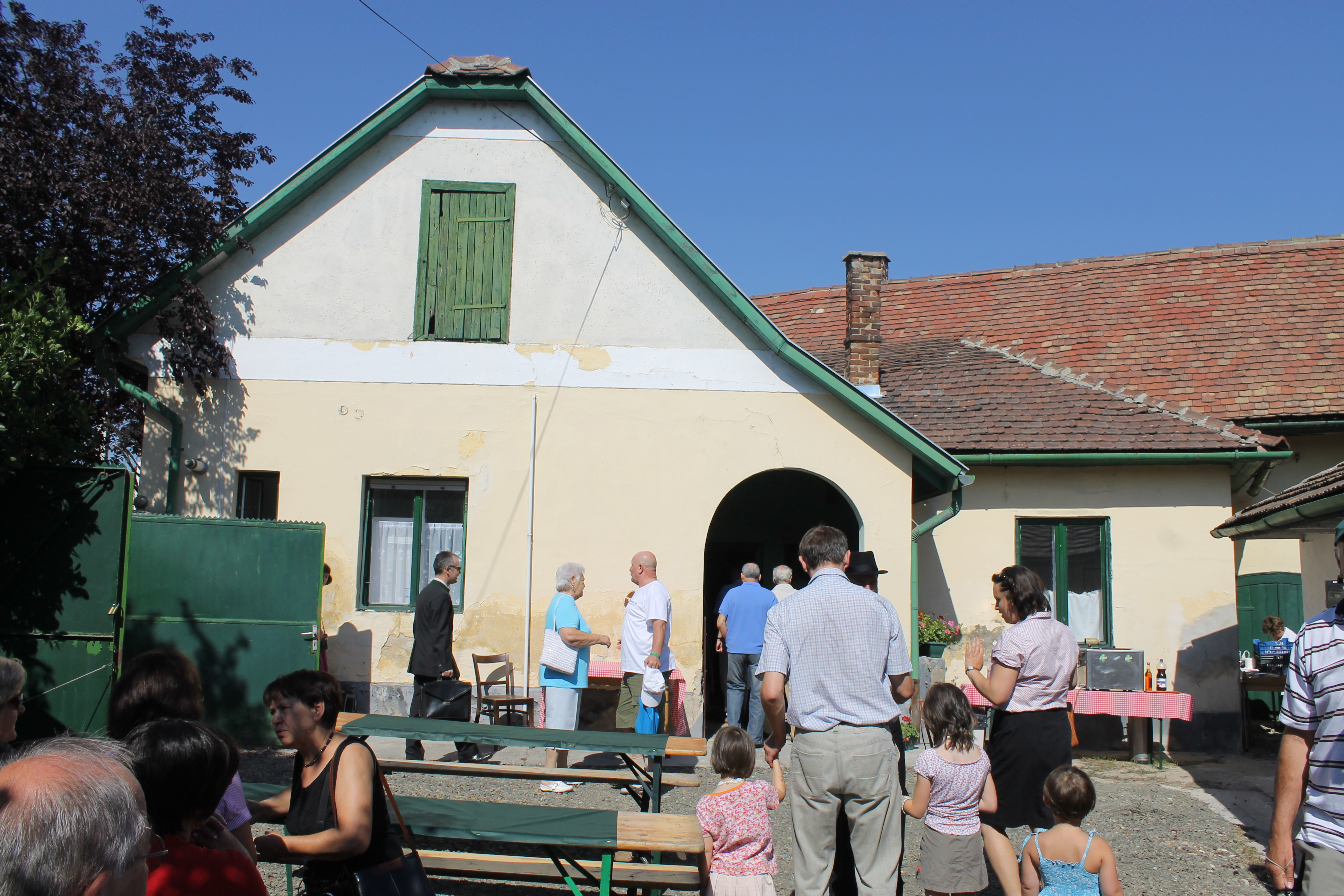
Sváb Sarok (Fő út 104.) az avatása előtt

- Sváb Sarok (a Fő utca és az Iskola utca keresztezésénél) – 2013. augusztus 17-én avatták fel a város legújabb rendezvényhelyszíneként, a Fő utca és az Iskola utca sarkán álló, 2010 óta önkormányzati tulajdonban álló épület (egykori vágóhíd és hentesüzlet, később zöldségesüzlet, majd trafik, illetve lakóház) udvari szárnyának és melléképületeinek felhasználásával. Az épület a városban egykor sok helyen épült iparos-kereskedő lakóházak jellegzetes képviselője, jó állapota és központi elhelyezkedése miatt értékvédelmi szempontból kiemelt értéket képvisel. A létesítmény időszakos kiállítások, illetve kisebb szabadtéri rendezvények lebonyolítására is szolgál. A Sváb Sarok Pilisvörösvár Német Nemzetiségi Önkormányzata fenntartásában működik.
- Falumúzeum (Helytörténeti gyűjtemény, Kápolna utca 10.) – A város helytörténeti gyűjteményét egy régi parasztházban alakították ki, amit 1992-ben, a német belügyminisztérium támogatásával vásárolt meg a település hagyományőrző egyesülete. A létesítmény 1993. augusztus 16-án nyílt meg, de a kiállított helytörténeti anyag gyűjtését már 1976-ban megkezdte a múzeum későbbi alapítója.

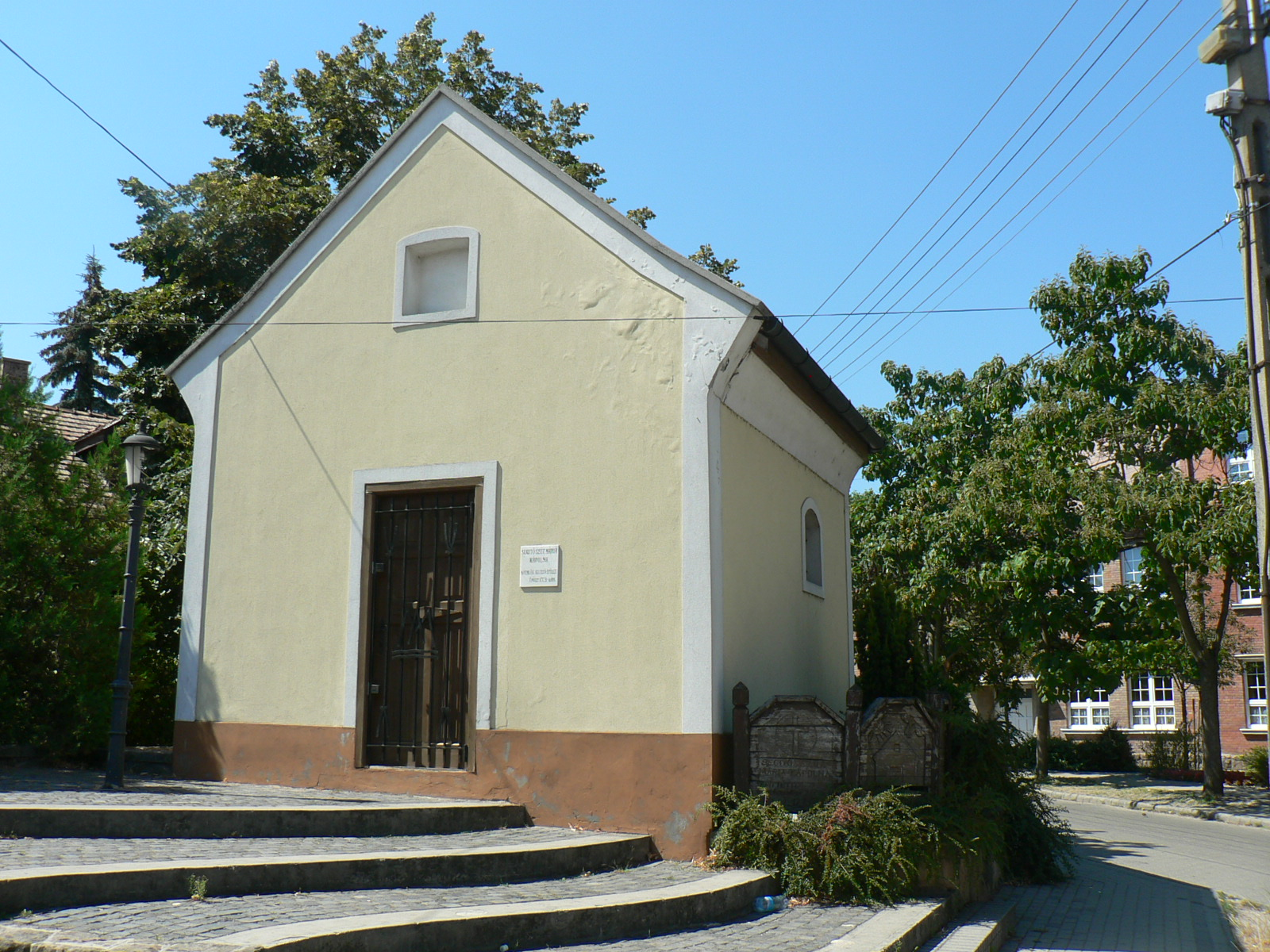
A pilisvörösvári Maria-hilf kápolna

- Maria-hilf kápolna (Pfeiffer-kápolna, Vásár tér) – A kápolnát 1773-ban Steinmillner (más adat szerint Steinmüller) Mátyás molnár építette, így ma a város harmadik legrégebbi épülete. Azóta többször is felújították, legutóbb 2000-ben. Évente egyszer, húsvét vasárnap hajnalán látogatható.
- Szent Flórián kápolna (Szent Erzsébet utca 1.) – Az 1800-as évek elején épült, oltárképe Szent Flóriánt, Szent Sebestyént, Szent Rókust és Szent Rozáliát ábrázolja.
- Nepomuki Szent János-szobor (Szent János tér) – A szobor 1860-70 körül készülhetett, eredetileg színes, festett alkotás volt, amely a mai felállítási helye közelében, egy azóta betemetett tó partján, magánterületen állt. Mostani helyére 2011-ben, a tér rendezésekor került, jelenlegi natúr színét a 2000-es restaurálás során nyerte el.

### Szabadságligeten és közelében
- Szabadságligeti Szent Család templom (Kisfaludy utca) – Az 1990-es évek elején épült Botzheim Istvánné tervei alapján; a templombelsőt az oltárral, az oltárképpel és az olvasóállvánnyal Perczel Dénes tervezte. Felszentelését 1992 húsvéthétfőjén végezte Takács Nándor megyés püspök. Tornya 2005-ben készült el, Schuck Ede, Füstös István és Danáczi Péter tervei alapján. Egyházjogi státusa misézőhely, ahol heti két alkalommal istentiszteletet, egy nap pedig igeliturgiát tartanak.[8]

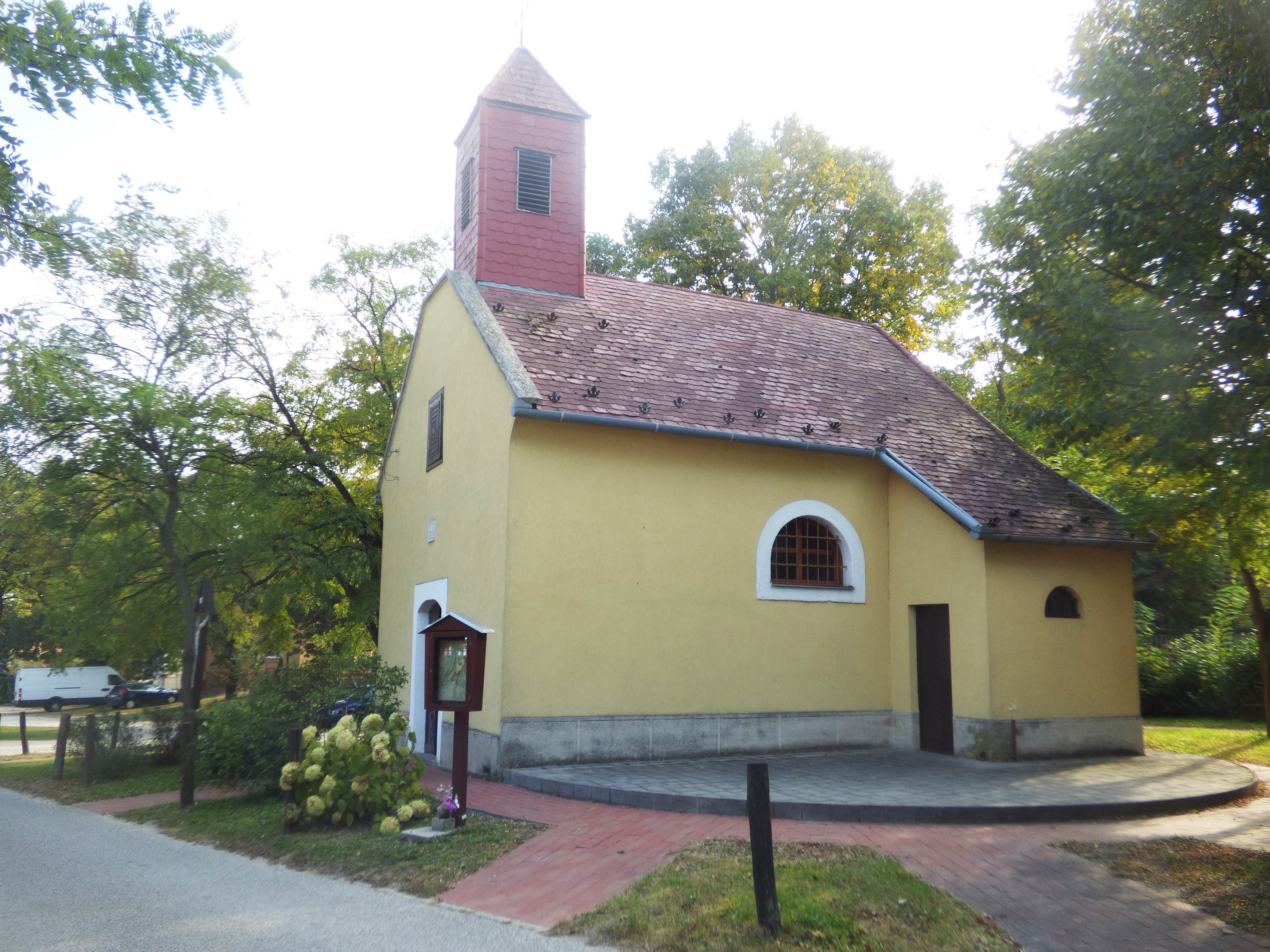
A pilisvörösvári erdei kápolna

- Erdei kápolna (Kápolna utca 139.) – A helyén már 1780 körül kápolna állt, amit Spiegelberger Gáspár emeltetett a korábbi pestisjárványok áldozatainak emlékére, és igen népszerű volt a zarándokok között. A mai kápolnát az 1840-es években építették és 1851. június 10-én szentelték fel a Hétfájdalmú Szűz és a tizennégy segítő szent nevére. Legutóbbi felújítása 1998-ban volt, környékét 2009-ben rendezték önkormányzati beruházásban. Egyházjogi státusa misézőhely, ahol Húsvéttól októberig tartanak miséket, szombati napokon, illetve Pünkösdhétfőn, ez utóbbi nap a kápolna búcsúnapja is.[8]
- Kálvária-kápolna (Kálvária utca) – Pilisvörösvár első kálvária-kápolnája 1710 körül épült ugyanezen a helyen, a jelenlegi kápolna 1850 körül épült; a kőből faragott stációkat 1901-ben készítették, mai állapotukat a 2000-ben végzett felújítással nyerték el.
- Katolikus temető (Csobánkai utca) A Csobánkai utcában lévő köztemető már a harmadik temetkezési helye a településnek. A legrégebbi temető a plébániatemplom körül volt. 1778-ban Mária Terézia 1775-ös rendeletének megfelelően az egyház új temetőt létesített az akkori faluszélen, a mai Solymár utca mentén. Ebben a temetőben 1923. november 1-ig temetkeztek, ezután már csak a Csobánkai utcai új temetõbe lehetett sírt elhelyezni. (A régi temetőt 1964-ig fokozatosan felszámolták.) Az új temetőt 1922. október 29-én szentelte fel Angeli Márton plébános.  A ravatalozó 1930-ban, a temetőőri lakás 1941-ben épült meg. A 2-es számú parcella elején állnak az 1944. december 24-i szovjet légitámadás áldozatai. A 3-as számú parcellában található Fedor Lajos 1956-os mártír sírja. Fedor Lajos húszévesen, 1956 novemberében halt hősi halált Budapesten. A 6-os számú sírparcella elején alakították ki az ún. „papi parcellát", itt nyugszik többek között Angeli Márton és Marlok István plébános. 2013. május 4-én szentelte fel Balla Sándor plébános a „Gyermeksírok emlékhelyet” a 6-os számú parcella végén lévő „gyermeksír-parcella” néhány sírjából. A „gyermeksír-parcellát”, amelybe már évtizedek óta nem temetkeztek, 2016-ban végleg felszámolták.  A temetőben szovjet és német katonai temető is van.  A temető legrégebbi sírköve, amelyet a régi temetőből helyeztek át ide, Simon Pellernek készült 1788-ban. 2022-ben néhány régi körmös sírkővel együtt áthelyezték egy újonnan kialakított díszparcellába. A „Régi sváb sírkövek díszparcellát” 2022. szeptember 16-án szentelte fel Balla Sándor plébános. Ugyancsak a régi temetőből került ide Moór Anna színésznő síremléke, amelyet 2014-ben a Nemzeti Kegyelet és Emlékhely Bizottság a „Nemzeti sírkert” részeként országos védettség alá helyezett. A síremléket 2023-ban a Nemzeti Örökség Intézete felújítatta. 2023. június 2-án szentelte újra Balla Sándor plébános.
- Zsidó temető (Lőcsei utca) – A második világháború előtt több tucatnyi zsidó család élt Pilisvörösvárott és a környező településeken, az ő temetkezési helyükül szolgált a Lőcsei utcai sírkert. Az 1940-es évek vége óta nem temetkeztek itt, a sírkert helyi jelentőségű műemlék, sok szép – jelentős részben még ma is olvasható feliratú – régi sírkővel.
- Lahmkruam Helytörténeti Emlékpark (Petőfi S. u.) – A város egykori agyagbányája helyén 2009. szeptember 25-én átadott, mintegy 15 millió forintos költséggel létesített helytörténeti emlékpark neve a terület eredeti hasznosítására utal (a Lahmkruam svábul agyaggödröt, agyagbányát jelent). Területén sétányokat, tavat és kis szigetet alakítottak ki, az eredetileg egyetlen ismertető táblát 2011. május 29-én pedig újabb táblák felavatása követte, ezekről a látogatók megismerhetik Pilisvörösvár történetének legfontosabb stációit a németek több mint 300 évvel korábbi betelepítésétől kezdődően; szó esik a kétnyelvű táblákon a templom építéséről, az egykori vörösvári zenekarokról és az itteni szénbányáról is.[9]
- Petőfi-szobor (Eperjesi utca) – A mellszobor eredetileg Izsó Miklós szobrászművész alkotása. Az itt látható műkő másolatot Manhertz István kőszobrász készítette. A szobrot 2013. május 1-jén avatták fel.[10]
- Mű-Hely Galéria (Hunyadi J. u. 70.) – Czeglédi Gizella festőművész magángalériája, amely rendszeresen ad otthont a házigazdán kívül más képzőművészeti alkotók vagy gyűjtők kiállításainak, irodalmi és zenés rendezvényeknek, illetve egyéb kulturális programoknak is.[11]

### Bányatelepen és közelében

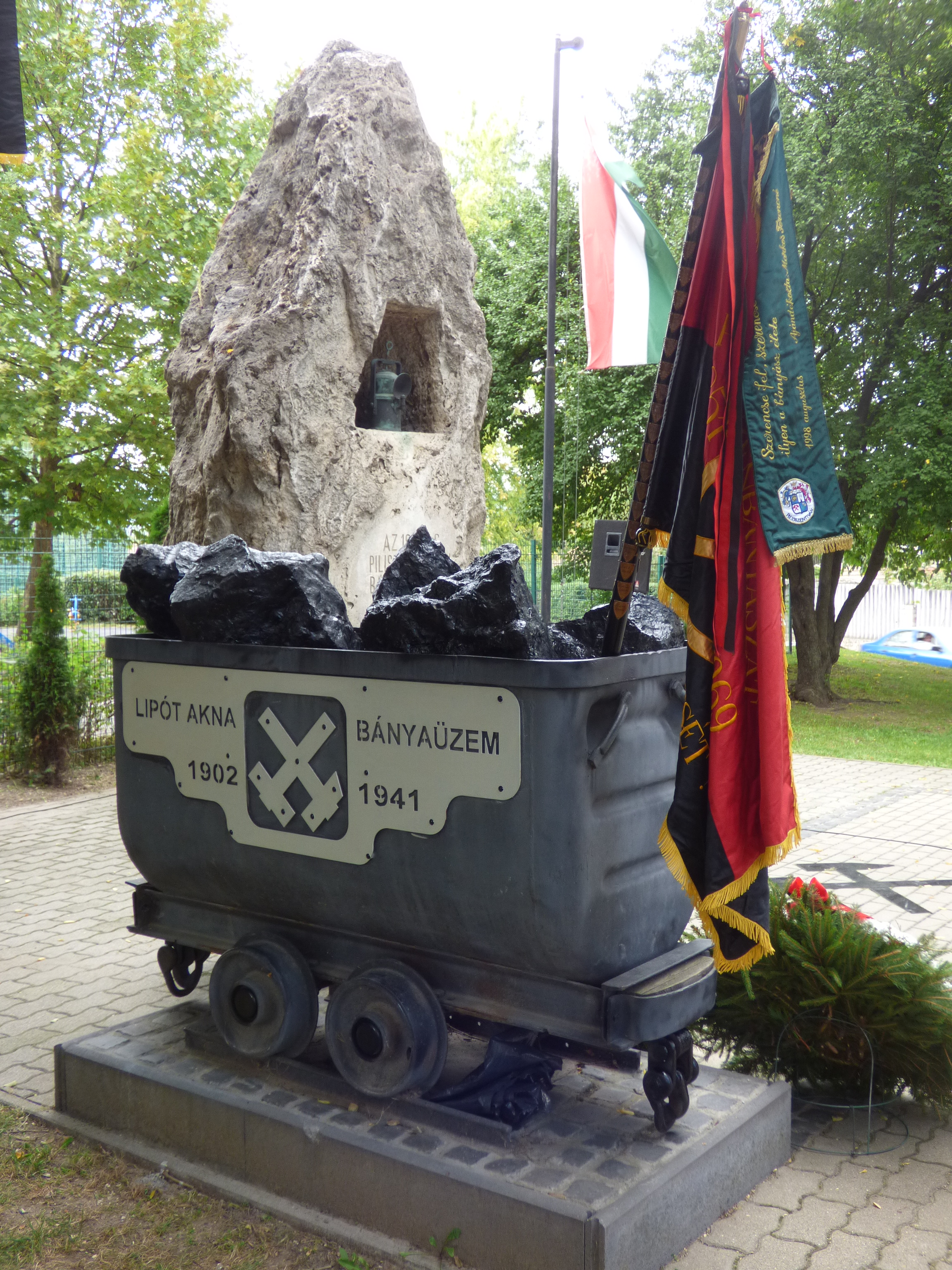
Pilisvörösvár bányász emlékparkja (2016)

- Bányász emlékpark (Rákóczi utca) – Az emlékpark Zelenai István kezdeményezésére jött létre az egykori pilisvörösvári Bányatelep központi terén. Központi eleme Bajnok Béla szobrászművész azon emlékműve, amelyet eredetileg az akkori községháza előtti téren állítottak fel 1978-ban, az 1928-as nagy pilisvörösvári bányászsztrájk emlékére. Az emlékművet 2009-ben helyezték át az egykori városi Bányatelepre, a városháza előtti főtér átépítése miatt, és egy feketére festett (ily módon szenet imitáló) kődarabokkal megtöltött csille, valamint térburkoló kövekből megformált bányászjelképek felhasználásával alakították ki az emlékparkot. A Bányász emlékpark 2022. szeptember 2-án vált Zelenai István tervei nyomán teljessé, amikor felszentelték a Bányász mártírok emlékművét, Molnár Sándor kőfaragó mester alkotását. Néhány lépésre találhatóak innen az azóta nagyrészt lakóházzá alakított egykori bányafőtiszti, bányaigazgatósági épületek, melyek egyikében (ma: Városi Napos Oldal Szociális Központ) bányász emlékszobát alakítottak ki, udvarában pedig szobrot emeltek Muttnyánszky Ádám egykori vörösvári bányafőmérnöknek, későbbi nagynevű műegyetemi professzornak. A kő alapon elhelyezett bronz dombormű – Hunyár István alkotása – korábban a Muttnyánszky Ádám nevét viselő, 2007-ben megszűnt volt szakképző iskola hátsó udvarán állt. Az iskola megszűnése után vetődött fel annak a gondolata, hogy a szobrot áthelyezzék egy, a nagyközönség által látogatottabb, méltóbb helyre. Erre 2008. november 21-én került sor a Bányász emlékszoba felavatásával egyidőben. A Bányász emlékszobát egy évtizeddel később új helyre, a Városi Napos Oldal Szociális Központ főépületének alagsorába költöztették át, és 2019. augusztus 30-án avatták fel újra.
- Hősök emlékművei (Hősök tere) – A téren egy csoportban négy emlékmű is áll: az első világháború áldozataira emlékező Hősök szobrát 1920-ban, az 1956-os forradalom és szabadságharc emlékművét 1991-ben, az 1848-49-es forradalom és szabadságharc emlékművét 1993-ban, a második világháború áldozatairól megemlékező obeliszket 2002-ben emelték. A tér keleti részén áll a 2009-ben elhelyezett Trianon-emlékmű.
- Református templom (Árpád utca – Vágóhíd utca sarok) – Ezen a helyen korábban egy régi parasztház állt, amit 1947-ben kapott meg használatba a környék településeinek református vallású lakóit egyesítő református missziós egyházközség, és amit 1950-re templommá alakítottak át. A kis ház helyén az 1980-as évek első felében épült új templom Botzheim István tervei alapján; alapkövét – a település új lelkésze, Riskó János beiktatásával egy időben, 1981. június 28-án helyezték el, felszentelését 1985. október 13-án Berzétei László esperes végezte el.[12] Kertjében már 2009-ben emlékoszlopot állított a Hatvannégy Vármegye Ifjúsági Mozgalom helyi szervezete, a 2004. december 5-i népszavazás emlékére; a rovásírásos feliratú, fából készült oszlopon Nagy-Magyarország sziluettje és a Szent Korona stilizált ábrázolása is látható.[13] Nem messze ettől 2013. szeptember 15-én kopjafát állítottak Erőss Zsolt emlékére is, arra emlékeztetve, hogy a hegymászó tíz éven keresztül volt a város lakója. A kopjafán, melyet – a család szándéka szerint – egy székely fafaragó (Török Csaba) faragott hargitai fából, az "Ott nyugszom, ahová mindig vágytam" felirat olvasható, emellett a két oldallapján, egy-egy réztáblára felvésve ott szerepel Szilágyi Ákos amerikai magyar költő egy ünnepélyesebb, valamint Fogarasy Attila helyi újságíró-tanár egy tréfásabb verse is, melyeket a két szerző Erőss köszöntésére írt.[14]
- Bányatelepi kápolna (Szent Borbála plébániatemplom, Bányakápolna u. 2.) – 1930-ban alakították ki egy korábban munkásszállásként működő épületből, a szénbányában dolgozó munkások számára. 1967 óta önálló plébániatemplom.
- Varázskő galéria (időszakos kiállítóhely)

### A város külsőbb részein
- Pilisvörösvári tórendszer – a város területének déli-délkeleti részén elhelyezkedő öt bányatavat főleg horgászati és rekreációs célokra hasznosítják a környéken élők.
- Háziréti-víztározó – a város területének legkeletibb részén elterülő duzzasztott tó népszerű kiránduló- és horgászhely, egy hét horgászegyesület által alkotott egyesülés fenntartásában.
- Klotild-barlang, amely egy megkülönböztetetten védett barlang. A város külterületén helyezkedik el.

## Politika

### Településvezetés

#### Tanácselnökei
- 1958: Peller János[15]

#### Polgármesterei
- 1990–1994: Botzheim István[16][17] (MDF)
- 1994–1998: Grószné Krupp Erzsébet (Vállalkozók Pártja-SZDSZ)[18]
- 1998–2002: Botzheim István (független)[19]
- 2002–2006: Grószné Krupp Erzsébet (SZDSZ-VIVÉK-MSZP)[20]
- 2006–2010: Gromon István (Fidesz-KDNP)[21]
- 2010–2014: Gromon István (VKE)[22]
- 2014–2019: Gromon István (VKE)[23]
- 2019–2024: Dr. Fetter Ádám (Tegyünk Együtt Vörösvárért Egyesület,[24] 2023. őszétől független[25])
- 2024– : Dr. Fetter Ádám (Egységben Vörösvárért Egyesület)[1]

A települési képviselő-testületben a rendszerváltás óta több-kevesebb sikerrel és gyakorisággal képviseltették magukat az aktuális kormánypártok és a parlamenti ellenzék pártjai is, ingadozó számú független, illetve civil szervezetek jelöltjeiként mandátumhoz jutó képviselők mellett; a rendszerváltást követő első húsz évben vezette a várost MDF-es, szabad demokrata és Fideszes politikus is.
Országosan is feltűnést keltett, hogy a 2010-es önkormányzati választáson a Fidesz (amely a helyiek körében megütközést keltve nem helyi lakost jelölt a polgármesteri posztra, a korábban Fidesz-támogatottságú, hivatalban lévő polgármesterrel szemben, hanem a térségi országgyűlési képviselő, Gulyás Dénes egyik, nagykovácsi lakhelyű bizalmi emberét indította), csak a harmadik helyezést szerezte meg a polgármesteri választáson, rendkívül szerény, 15% alatti (14,90%) eredménnyel; a jelöltet még a korábban szabad demokrata, ezen a választáson függetlenként induló korábbi polgármester asszony, Grószné Krupp Erzsébet is megelőzte a szavazatok számát tekintve. Ráadásul a nyolc választókör közül is csak egyetlen helyen tudott egyéni mandátumot szerezni Fideszes képviselő-jelölt, a többi egyéni győzelmet egy helyi civil egyesület jelöltjei szerezték meg.
A Fidesznek négy évvel később sem sikerült revansot vennie, bár akkor egy, a települési közéletben már hosszabb ideje részt vevő helyi lakos, Fresz Pèter indult a színeiben a polgármesteri székért: a 2014-es önkormányzati választás után majdnem teljesen azonosak maradtak az erőviszonyok a képviselő-testületben. A 2019-es és a 2024-es választásokon pedig már szinte kizárólag helyi egyesületek színeiben induló jelöltek jutottak önkormányzati mandátumhoz.

### A 2024-es önkormányzati választás eredménye
- A polgármester-választás eredménye[26]

| Jelölt neve      | Jelölő szervezet | Jelölő szervezet                | Szavazatok száma | Szavazatok aránya |
| ---------------- | ---------------- | ------------------------------- | ---------------- | ----------------- |
| Dr. Fetter Ádám  |                  | Egységben Vörösvárért Egyesület | 2937             | 41,74%            |
| Szontág Nándor   |                  | Vörösvárért Közéleti Egyesület  | 2080             | 29,56%            |
| Strack Bernadett |                  | TEVÖ                            | 2019             | 28,70%            |
| Összesen         |                  |                                 | 7036             | 100%              |

- A képviselőtestület-választás eredménye[1]

| Jelölő szervezet | Jelölő szervezet                | Mandátumok száma | Képviselő-testület összetétele | Képviselő-testület összetétele | Képviselő-testület összetétele | Képviselő-testület összetétele | Képviselő-testület összetétele | Képviselő-testület összetétele | Képviselő-testület összetétele | Képviselő-testület összetétele | Képviselő-testület összetétele | Képviselő-testület összetétele | Képviselő-testület összetétele | Képviselő-testület összetétele |
| ---------------- | ------------------------------- | ---------------- | ------------------------------ | ------------------------------ | ------------------------------ | ------------------------------ | ------------------------------ | ------------------------------ | ------------------------------ | ------------------------------ | ------------------------------ | ------------------------------ | ------------------------------ | ------------------------------ |
|                  | Egységben Vörösvárért Egyesület | 4                | P                              |                                |                                |                                |                                |                                |                                |                                |                                |                                |                                |                                |
|                  | Vörösvárért Közéleti Egyesület  | 3                |                                |                                |                                |                                |                                |                                |                                |                                |                                |                                |                                |                                |
|                  | TEVÖ                            | 3                |                                |                                |                                |                                |                                |                                |                                |                                |                                |                                |                                |                                |
|                  | független jelölt                | 2                |                                |                                |                                |                                |                                |                                |                                |                                |                                |                                |                                |                                |

## Oktatási intézmények

#### Friedrich Schiller Gimnázium
1963-ban alakult térségi középiskola, amely több átalakulás után, az 1990-es években német nemzetiségi gimnáziumként találta meg igazán prosperáló profilját. 1998-ban vette fel Friedrich Schiller nevét, akinek 2013-ban szobrot is emeltek az iskola bejáratánál, az intézmény fennállásának 50. évfordulója alkalmából. A gimnáziummal közös épületben kapott helyet a (több szervezeti átalakítással 1964 óta működő) Cziffra György Alapfokú Művészetoktatási Iskola is.

#### Vásár téri Német Nemzetiségi Általános Iskola
Eredetileg a város polgári iskolája volt, amit 1938. december 5-én avattak fel. 1948-ban alakult át általános iskolává, jelenleg már német nemzetiségi intézményként működik, évfolyamonként egy-egy kéttannyelvű osztállyal.

#### Templom Téri Német Nemzetiségi Általános Iskola
A város első állami iskolája volt, amely több részletben épült meg; a mai épülettömb keleti, fiúiskolai szárnyát 1911-ben, a mellé épült egykori óvodai részt a következő évben adták át; a hajdan különálló épületként emelt lányiskolát (a mai tömb nyugati részén) 1930-ban emelték, a két épületrészt összekapcsoló, mindkettőtől feltűnően stílusidegen főbejárati rész pedig 1985-ben valósult meg.

#### Palánta Általános Iskola
A Piliscsabai Iskolaalapító Egyesület 1997-ben alapította a Piliscsabai Palánta Általános Iskolát, amely 2006 óta Pilisvörösváron működik.

## Egyházi élet
A török hódoltság után létrejött településen 1692 óta működik római katolikus plébánia, 1696 óta saját plébánossal. Református egyházközség csak jóval később, a 20. században szerveződött meg a településen. A 20. század derekáig jelentős izraelita vallású népesség is élt Pilisvörösvárott, önálló hitkozséget alkotva.

### Római katolikus egyházközség

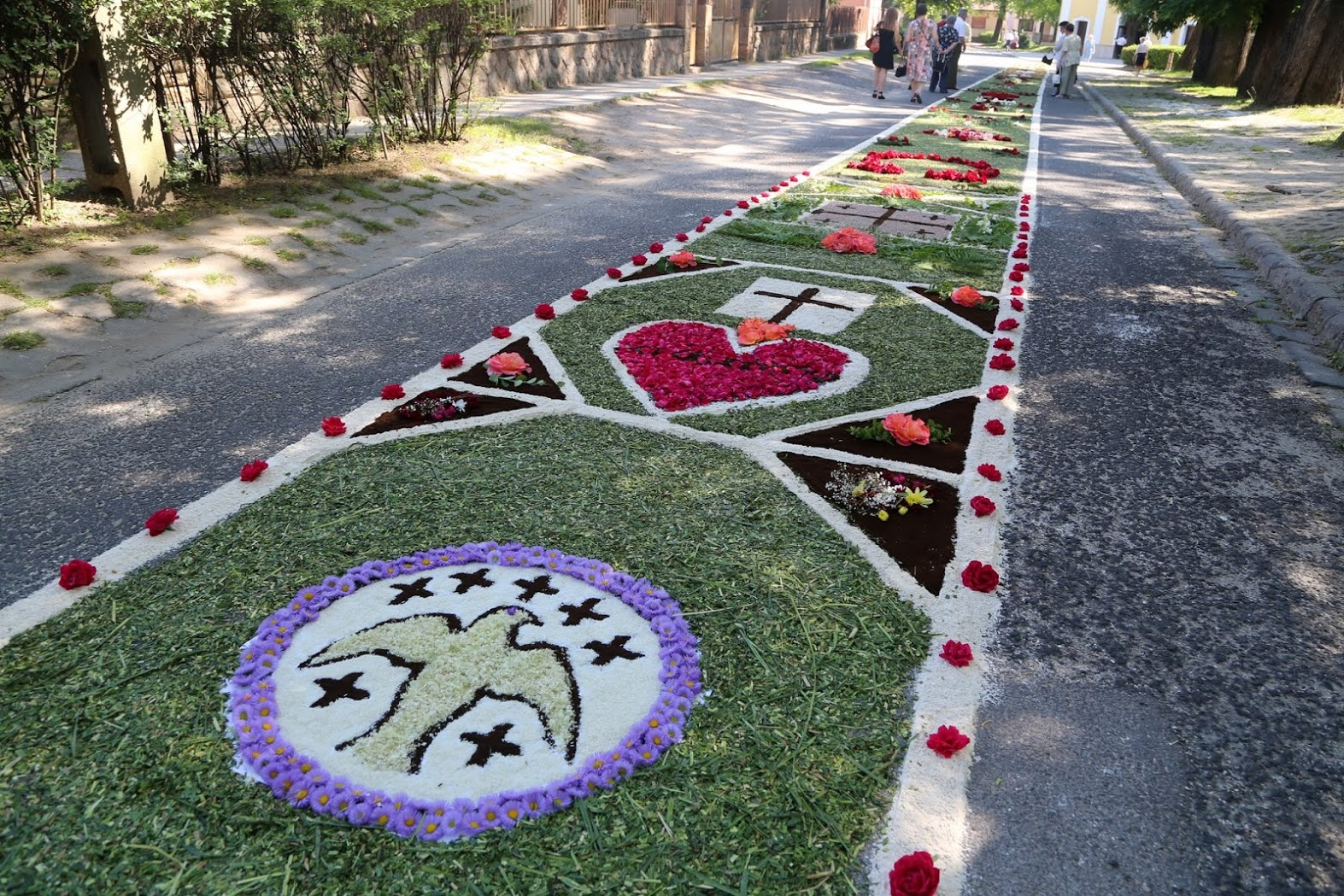
Úrnapi körmenet virágszőnyege 2015-ben

A település római katolikus plébániájának plébánosai és adminisztrátorai időrendi sorrendben az alábbi papi személyek voltak.
- Hörman Bernát 1696–1702
- Khemetmilner Placid 1702–1705, 1711-1723
- Paulovics János 1705–1711
- Seppenhofer J. Jakab 1723–1737
- Brinda Ignác 1737–1741
- Gleixner Lipót 1741–1742
- Federspiel András 1742–1744
- Steiner János Ferdinánd 1744–1772
- Hollaider Xavér Ferenc 1772–1782
- Knecht József 1782–1811
- Galtsek Máté 1811–1837
- Venisch Ferenc 1837–1851
- Petz Antal 1851–1862
- Bacsák Imre 1862-1891
- ifj. Angeli Márton 1891–1924
- Török István 1924–1925
- Nagy Ipoly 1925–1929
- Szentiványi Róbert 1929–1934
- Ohmüllner Márton[27] 1934–1939
- Gáger József 1939–1945
- Marlok István 1945–1987
- Labbant Lajos 1987–1995
- Boros Zoltán (1992-től káplánként, 1995-től adminisztrátorként, 1997-től plébánosként)
- Kristofory Valter 2008–2009
- Balla Sándor 2009–

### Izraelita hitközség
A pilisvörösvári ortodox zsidó hitközség múltjára vonatkozó adatok nagyon hiányosak, sem az alapítókra, sem az első elöljárókra nem ismeretesek pontos adatok. A hitközség első ismert rabbija Engel Mózes volt, aki jesivát (zsidó vallási főiskolát) is vezetett itt. Utódai Josef Silberg, Josef Löffler, Schönfeld Mózes, Koppstein Simon és Baum Jakab voltak. A hitközség egyetlen intézménye a jótékonysággal, főként temetkezéssel foglalkozó Chevra Kadisa volt. A hitközség anyakönyvi területéhez tartozott Nagykovácsi, Pesthidegkút, Piliscsaba, Pilisszántó, Pilisszentiván, Pilisszentkereszt és Solymár is; volt idő, amikor – egy bizonytalan adat szerint – a hitközség létszáma az 500-600 főt is elérhette. A hitközséghez tartozók közül 35 fő harcolt az első világháborúban, közülük hatan estek el.

## Érdekességek

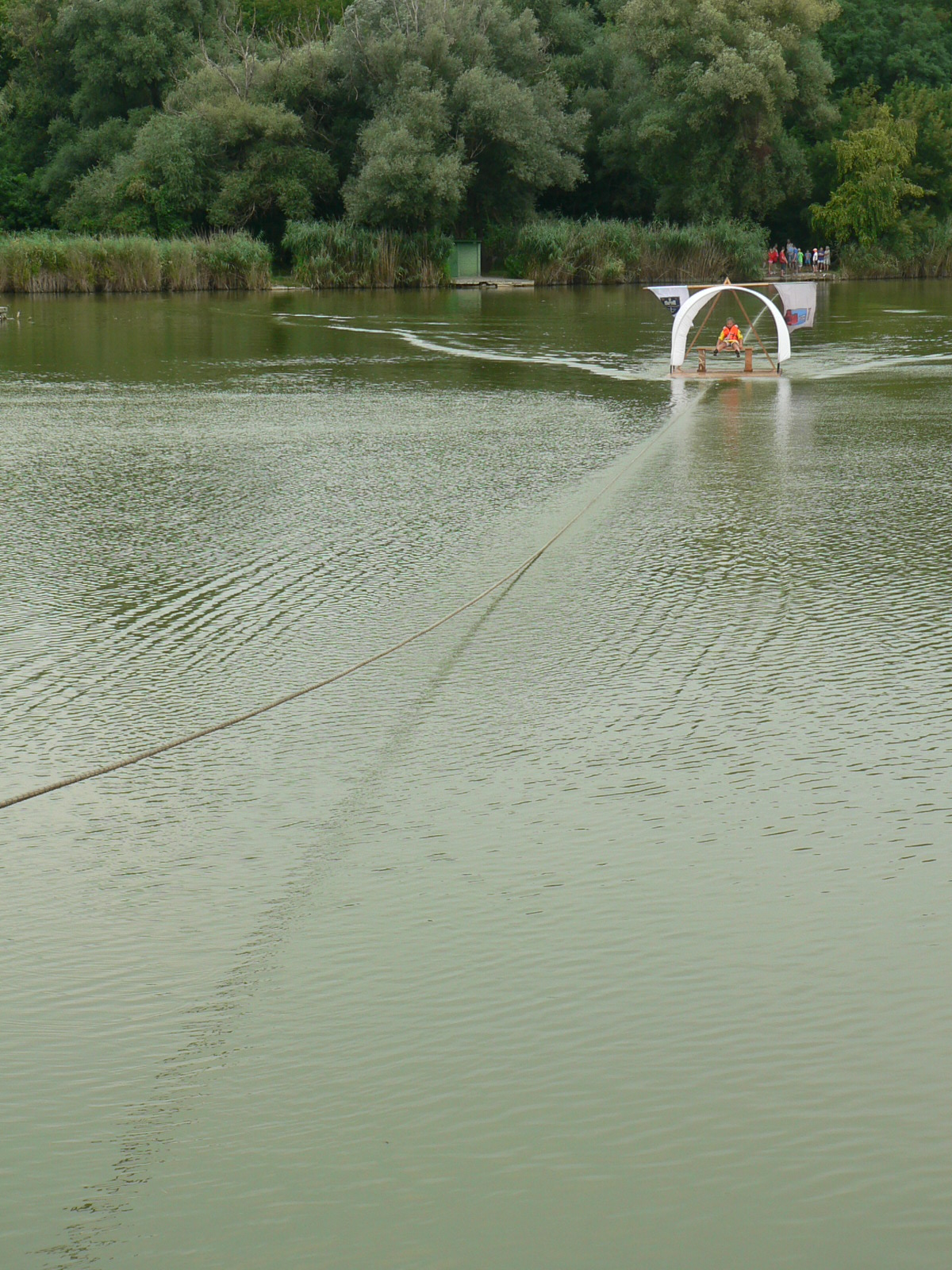
Pillanatkép a 2013-as tutajhúzó versenyről

- 1932-ig a plébániatemplom déli falába volt beleépítve Aurelius Respectus római segédlégiós sírköve. Pilisvörösvár jelentős ókori emléke napjainkban Balatonszemesen látható, az Árnyas fasor 1. sz. alatti hotel területén.
- A település vasútállomásán forgatták a Csocsó, avagy éljen május elseje! című film jeleneteinek egy részét.
- A városban 2007 óta minden évben nyaranként tutajhúzó versenyt rendeznek a helyi bányatavak egyikén, arra emlékezve, hogy a török hódoltság utáni első vörösvári telepesek jórészt tutajokon érkeztek új lakóhelyükre, a németországi Ulmból.
- 2008-2009 körül a város központi részén olyan utcanévtáblákat helyeztek ki, amelyeken a közterületek hivatalos magyar neve mellett feltüntették az adott utca vagy tér régi népi elnevezését is, méghozzá "irodalmi" német írásmóddal és a helyi sváb dialektus transzkriptív átírásával is (a település mintegy 200 utcája közül 26 kapott ilyen utcatáblákat).[30]

## Ismert emberek, akik a településhez kötődnek
- Pilisvörösvár legjobb emlékezetű földesurai közé tartozott Marczibányi István, aki egyebek közt az itteni templom felújítását is komoly adománnyal finanszírozta.
- Pilisvörösvár utolsó előtti földesura volt karátsonyfalvi és beodrai gróf Karátsonyi Jenő, 1933-ban bekövetkezett haláláig.
- Itt élt és itt hunyt el 1842. május 27-én Moór Anna, az első magyar színtársulat vezető színésznője.
- Itt élt és alkotott, valamint itt hunyt el 1820. november 3-án Engel Mózes balassagyarmati születésű rabbi, költő.
- Itt élt és itt tevékenykedett hosszú ideig a város orvosaként Réthy Zoltán (1895-1977) orvos, szakíró, irodalomszervező.
- Hosszú időn keresztül itt élt, és 1920-tól 1938-ig az itteni szénbányában dolgozott főmérnökként Muttnyánszky Ádám.
- Itt tanított az 1930-as években Bartalis János erdélyi magyar költő.
- Itt született 1933. január 1-jén Erki Edit újságíró, rádiós szerkesztő, állambiztonsági ügynök.
- Itt volt káplán 1934-től 1937-ig Puszta Sándor papköltő.
- Itt élt és alkotott 1969 óta Bajnok Béla (1937-2020) szobrászművész.
- Itt született 1942. május 1-jén Manherz Károly nyelvész, germanista, művelődéspolitikus.
- Itt született 1943. október 18-án Orsovai Valéria festőművész.
- Itt élte le egész életét, születésétől haláláig Wenczl József (1945-2014) magyarországi német néptáncos, néptáncgyűjtő, koreográfus.
- Itt született 1946. augusztus 9-én Pataki László zenész, a Liversing és a Syrius rockegyüttesek billentyűse és zeneszerzője.[31]
- Itt élt Cserőháti Kovács István festőművész.
- Itt él Gromon András római katolikus pap, teológus, író, fordító, újságszerkesztő.
- Itt élt Sándor Jolán színész-rendező (1951–2024).
- Itt élt 1989-től haláláig Bihari Sándor (1947-2013) festőművész.
- Itt él Váradi Monika Mária szociológus.
- Itt élt sok éven keresztül Erőss Zsolt hegymászó.
- Itt él Török István sportlövő, többszörös magyar bajnok (légpuska, kisöbű sportpuska).
- Itt él Zsótér Judit sportlövő, többszörös magyar bajnok, EB- és VB-aranyérmes számszeríjász.
- Itt él Várhegyi Ferenc újságíró, televíziós szakkommentátor, sportmenedzser.
- Itt él Fetter György rövidtávfutó olimpikon (Szöul, 1988).
- Itt élt Mészáros Béla, színművész (Katona József).
- Itt élt Rádler Judit színésznő.
- Itt él Peller Anna színésznő.
- Itt él Merk József autóversenyző.
- Itt él Benkó Barbara magyar hegyikerékpáros olimpikon.
- Itt járt középiskolába Legerszki Krisztina színésznő.
- Itt született Sodró Eliza színésznő.
- Itt szolgált az 1970-es években Csuka Tamás dandártábornok, protestáns tábori püspök.
- Itt él Manhercz Krisztián vízilabdázó olimpikon.
- Itt szolgált papi pályája első 8 évében, 1972 és 1980 között Filó Kristóf későbbi érdligeti, majd budakeszi plébános.
- Több mint két évtizeden át volt az itteni fúvószenekar vezetője (1995–2018 között) Buzás Bálint zenepedagógus, tubás.

## Pilisvörösvár díszpolgárai
- Apponyi Albert (1921)
- gróf Karátsonyi Jenő földbirtokos, pilisvörösvár kegyura (1933)
- Hóman Bálint kultuszminiszter (1938)
- vitéz Fogarasy-Fetter Mihály nyugalmazott tanár (1993)
- Marlok István r. k. plébános (1993)
- Berencsváry Gyuláné sz. Kullmann Jolán tanár, iskolaalapító (1993) – posztumusz
- Hidas-Herbst György tanár (1993) – posztumusz
- Jáki Lajos tanár (1993) – posztumusz
- Labbant Lajos plébános (1994)
- dr. Bernd Rieder, Gröbenzell polgármestere (1996)
- Csonka József iskolaigazgató (1996) – posztumusz
- Vass Márton kántor (1999) – posztumusz
- dr. Rübl János nyugalmazott tanár, igazgatóhelyettes (2001)
- Mirk Józsefné sz. Nick Terézia (2002) – posztumusz
- Manhertz Józsefné sz. Ipolyvölgyi Katalin óvónő (2003) – posztumusz
- Sister Elizabeth Manhertz, a Szent Erzsébet Otthon alapítója (2005)
- Fetter István hentes (2005) – posztumusz
- dr. Réthy Zoltán körorvos (2007) – posztumusz
- Janka András nyugalmazott tanító (2007)
- Boros Zoltán r. k. esperes plébános (2008)
- Fazekas-Zur Krisztina olimpiai bajnok kajakozó (2012)
- Ohmüllner Márton r. k. plébános (2012) – posztumusz
- Geiger Jakab r. k. esperes plébános (2013) – posztumusz
- dr. Hidas István háziorvos (2013)
- Albel Attiláné nyugalmazott tanító (2014)
- Nemess Rózsa iskolaigazgató (2014) – posztumusz
- Gromon Andrásné sz. Manhertz Mária, a Falumúzeum megalapítója (2015)
- Szamos Mátyás cukrászmester (2016) – posztumusz
- dr. Wachaja József osztályvezető főorvos (2016)
- Mauterer János zenekarvezető (2017) – posztumusz
- dr. Manherz Károly germanista, egyetemi tanár (2018)
- gróf Karátsonyi Guido földbirtokos, Pilisvörösvár kegyura (2018) – posztumusz
- Sax László kőszobrász, Pilisvörösvár Német Nemzetiségi Önkormányzatának korábbi elnöke (2019)
- Mártai József bányamentő vájár (2019) – posztumusz
- dr. Für Zoltán háziorvos (2020)
- Wenczl József táncos, koreográfus (2020) – posztumusz
- Molnár Sándor kőfaragó mester (2021)
- Botzheim István, Pilisvörösvár korábbi polgármestere (2021)
- Valencsics Emil mestercukrász (2022) – posztumusz
- Grószné Krupp Erzsébet, Pilisvörösvár korábbi polgármestere (2022)
- Rehákné Moór Anna színésznő (2023) – posztumusz
- Feldhoffer János fúvószenész, zenekarvezető (2023)
- Zelenai István bányagazdasági üzemmérnök (2024)

## Testvérvárosok
- Schramberg (Németország) – 1982

A város első külföldi partnerkapcsolata magánjellegű kezdeményezésből érett szervezetek közötti kapcsolattá, amit az indokolt, hogy az 1600-1700-as évek fordulója táján több telepes család költözött ebből a német városból az akkori Vörösvárra.
- Wehrheim (Németország) – 1985

Tánccsoportok ismeretségéből kialakult kapcsolat, melynek gyökerei szintén 1982-ig nyúlnak vissza, és amely az 1980-as évek közepén érett hivatalos, települési szintű partnerséggé.
- Gröbenzell (Németország) – 1989

Ez a kapcsolat egy 1987-es, véletlen ismeretségből alakult ki és alig két év után, 1989 őszén emelkedett hivatalos, testvérközségi szintre.
- Gerstetten (Németország) – 1996

Egy kitelepített polgár személyes kötelékei, majd fúvószenekarok együttműködése nyomán kialakult partnerkapcsolat, amelyet 1996-97 folyamán rögzítettek települési partnerségként.
- Borszék (Románia) – 2009-2010

Tűzoltó egyesületek közötti ismeretségből kialakult testvérközségi együttműködés, amely az 1999-es első lépések után tíz évvel, 2009-ben emelkedett hivatalos szintre.

## Kiadványok a településről
- Sulyok János: Pilisvörösvár monográfiája. „Pátria” Irodalmi Vállalat és Nyomdai Rt., Budapest, 1938.
- Vígh Károly: Az 1928. évi pilisvörösvári bányászsztrájk a korabeli sajtó tükrében. Pest Megyei Könyvtár, Budapest, 1968.
- Vígh Károly: A pilisvörösvári bányászsztrájk 1928-1978. Pest megyei TIT, Pest Megyei Könyvtár, Bányaipari Dolgozók Szakszervezete, Budapest, 1978.
- Georg Hidas Herbszt: Volkslieder und volkstümliche Weisen aus dem Liederschatz der Werischwarer Deutschen. Werischwar, 1989.
- Michael Fogarasy-Fetter: Die Geschichte und Volkskunde der Gemeinde Pilisvörösvár/Werischwar. Pilisvörösvár Város Önkormányzata, 1994.
- Váradi Monika Mária: Vörösvári történet. Egy telepesfalu a 20. század első felében. MTA Regionális Kutatások Központja, Pécs/Budapest, 1996.
- Dr. Dékány Sándor: Negyven esztendő a lakosság szolgálatában. Fejezetek a Pilisvörösvár és Vidéke Takarékszövetkezet történetéből. Pilisvörösvár és Vidéke Takarékszövetkezet, 1998.
- Fogarasy-Fetter Mihály: Pilisvörösvár története és néprajza. Pilisvörösvár Város Önkormányzata, 1998.
- Fogarasy-Fetter Mihály: Akik itt hagyták lábuk nyomát. Die berühmten Werischwarer. Pilisvörösvár Város Önkormányzata, 1999.
- A Pilisvörösvári Német Nemzetiségi Általános Iskola jubileumi évkönyve. (Szerk. Fogarasy Attiláné.) Pilisvörösvári Német Nemzetiségi Általános Iskola, Pilisvörösvár, 1999.
- Jubileumi évkönyv. Az iskola fennállásának 50. éve alkalmából. Muttnyánszky Ádám Szakképző Iskola, Pilisvörösvár, 2002.
- Gromon Andrásné: Kápolnák könyve, Pilisvörösvár. Buch der Kapellen, Werischwar. Pilisvörösvár, 2003.
- Jubileumi évkönyv 1963–1993–2003. (Szerk. Fogarasy Attila.) Német Nemzetiségi Gimnázium és Közgazdasági Szakközépiskola, Pilisvörösvár, 2003.
- Rudolf Keszler: Ortsfamilienbuch. Családok könyve Pilisvörösvár, Pilisszentiván 1693–1811. Arbeitskreis donauschwäbischer Familienforscher e.V. (AKdFF), Sindenfingel, 2007.
- Andrusch-Fóti Mária, Müller Márta: Kriaz kaut! Grüß Gott! Ein Werischwarer Dialektbuch. Szent István Társulat, Budapest, 2009.
- Andrusch-Fóti Mária, Müller Márta: Iwan kauncn joa. Über das ganze Jahr. Ein Werischwarer Dialektbuch. Szent István Társulat, Budapest, 2009. (A „Kriaz kaut! Grüß Gott!” c. kötet javított kiadása)
- Jahrbuch im Schiller-Jubileumsjahr 2009. / Évkönyv Friedrich Schiller születésének 250. évfordulójára. (Szerk. Tóth Zsuzsanna.) Friedrich Schiller Gimnázium, Szakközépiskola és Kollégium, Pilisvörösvár, 2009.
- 50 Jahre Weischwarer Gymnasium / 50 éves a vörösvári gimnázium. (Szerk. Fogarasy Attila és Tóth Zsuzsanna.) Friedrich Schiller Gimnázium, Szakközépiskola és Kollégium, Pilisvörösvár, 2013.
- 60 éve a színpadon. 60 Jahre auf der Bühne. A Pilisvörösvári Német Nemzetiségi Táncegyüttes évkönyve. (Szerk. Fogarasy Attila.) 1954–2014. Kiadta a Pilisvörösvári Német Nemzetiségi Táncegyüttes Közhasznú Egyesület, Pilisvörösvár, 2014.
- Tíz talentum. Wenczl József. 1945–2014. (Szerk. Fogarasy Attila.) Kiadta a Pilisvörösvári Német Nemzetiségi Táncegyüttes Közhasznú Egyesület, Pilisvörösvár, 2015.
- Gromon István–Rimár Ágnes–Bácsatyai István: Pilisvörösvár – Városismertető kiadvány. Pilisvörösvár Város Önkormányzata, 2016.
- Platschek Sándor: Boldogan éltem köztük... Zsidók Pilisvörösváron 1707–1944. (Három kötetben.) Magánkiadás, Piliscsaba, 2016. (1. kötet), 2019. (2–3. kötet)
- Kormos Szilvia: A pilisvörösvári zsidó temető. Magyar Hebraisztikai Társaság, MTA TK Kisebbségkutató Intézet Judaisztikai Kutatócsoport, Budapest, 2016.
- Herbszt Györgyné: Szeretett babáim. A Pilisvörösvári Babamúzeum története és kincsei. (Szerk. Fogarasy Attila.) A szerző magánkiadása, Pilisvörösvár, 2022.
- Gromon Andrásné: Ünnepek és szentelmények a Pilisvörösvári Római Katolikus Egyházközség életében. Pilisvörösvári Hagyományőrző Egyesület, Pilisvörösvár, 2023.
- Radványi Béla: Pilisvörösvár: Kizil hiszár palankaszi. Piliscsabai Honismereti Kulturális Kör, Piliscsaba, 2023.
- Pilisvörösvár – a Pilisi-medence szíve. Városismertető. (Szerk. Fogarasy Attila.) Pilisi Kulturális Örökségünk Védelméért Alapítvány, Pilisvörösvár, 2024.
- 35 év zene. Pilisvörösvári Német Nemzetiségi Fúvószenekar. 1989–2024. (Szerk. Fogarasy Attila.) Kiadta a Pilisvörösvári Német Nemzetiségi Fúvószenekar Közhasznú Egyesület, Pilisvörösvár, 2024.
- Tíz talentum. Wenczl József. 1945–2014. Második, javított és bővített kiadás. (Szerk. Fogarasy Attila.) Kiadta a Pilisvörösvári Német Nemzetiségi Táncegyüttes Közhasznú Egyesület, Pilisvörösvár, 2024.
- „Otthon a világban” honismereti könyvsorozat. (Sorozatszerk.: Fogarasy Attila):
- 1. Dr. Réthy Zoltán: Én így imádkozom. Összegyűjtött versek. Vál. és szerk.: Fogarasy Attila. Pilisi Alkotó Kaptár Egyesület, Pilisvörösvár Város Önkormányzata, 2008.
- 2. Vitéz Fogarasy-Fetter Mihály önéletírása. Vál. és szerk.: Fogarasy Attila. Pilisvörösvár Város Önkormányzata, 2009.
- 3. „Fogadj szívedbe”. Portrékötet négy pilisvörösvári képzőművészről. Szerk.: Fogarasy Attila. Pilisi Alkotó Kaptár Egyesület, 2010.
- 4. Fogarasy Attila, Sax Ibolya: „Hol sírjaink domborulnak”. Temetők könyve. Buch der Friedhöfe, Pilisvörösvár/Werischwar. Német Nemzetiség Önkormányzat, 2011.
- 5. Bányai-Braun József: Életem története. Lejegyezte és szerk.: Fogarasy Attila. Bányai József magánkiadása, Pilisvörösvár, 2012.
- 6. Zs. Dobozy Erzsébet: Régi és új utak. Válogatott írások. Vál. és szerk: Fogarasy Attila. Pilisvörösvár Város Önkormányzata, 2015.
- 7. „Megjártam a hadak útját…” Vörösváriak a XX. század vérzivataraiban. Szerk.: Fogarasy Attila. Pilisvörösvár Város Önkormányzata, 2016.
- 8. Fogarasy Attila: Vörösvári képek. Lírai riportsorozat. Magánkiadás, Pilisvörösvár, 2019.
- 9. Zsámboki Szabolcs: Népviselet Pilisvörösváron / Volkstracht in Werischwar. (Szerk. Fogarasy Attila.) Pilisvörösvár Város Önkormányzata, Pilisvörösvár, 2019.
- 10. Zelenai István: „Szerencse fel, szerencse le!” A Pilisi-medence bányászatának története. (Szerk. Fogarasy Attila.) Pilisvörösvár Város Önkormányzata, Pilisvörösvár, 2022.
- 11. Fogarasy Attila: Moór Anna. Pilisvörösvár Város Önkormányzata, Pilisvörösvár, 2024.

## Kapcsolódó lapok
- Pilisvörösvárért emlékérem
- Pilisvörösvári Német Nemzetiségi Fúvószenekar
- Pilisvörösvári Német Nemzetiségi Táncegyüttes
- Pilisvörösvári UFC

## Külső hivatkozások
- Pilisvörösvár önkormányzatának honlapja
- Pilisvörösvár az utazom.com honlapján
- Térkép Kalauz – Pilisvörösvár
- Pilisvörösvár anno – albumarchívum Archiválva 2016. október 11-i dátummal a Wayback Machine-ben
- Pilisvörösvár.lap.hu - linkgyűjtemény
- Várkapu.info - A legfrissebb hírek Pilisvörösvárról és környékéről
- Német Nemzetiségi Óvoda
- Palánta Általános Iskola honlapja
- Német Nemzetiségi Általános Iskola honlapja